# アブドゥッラー・アーディル
アブドゥッラー・アーディル（アラビア語：عبد الله العادل, Abu Muhammad Abdallah al-ʿAdil, ? - 1227年10月4日）は、ムワッヒド朝の第7代アミール（カリフ、在位：1224年 - 1227年）。第3代カリフヤアクーブ・マンスールの子で兄弟にムハンマド・ナースィル、イドリース・マアムーンなどがいる。
1224年に甥のユースフ2世が子供の無いまま急死すると、モロッコ・マラケシュの有力族長（シャイフ）が叔父のアブドゥル・ワーヒド1世をカリフに擁立したことに反対、総督として治めていたイベリア半島南部アンダルス・ムルシアでカリフを宣言した。コルドバでもアーディルにセビリア総督の地位を奪われたアブー・ムハンマド・アル・バイヤーシーがカリフを宣言（バイヤーシーの弟のバレンシア総督アブー・ザイドはアブドゥル・ワーヒド1世を支持）、3人もカリフ候補者が乱立して内乱が始まった。
同年にアブドゥル・ワーヒド1世はシャイフたちに暗殺されアーディルが次のカリフになり、バイヤーシーの都市ハエン・ウベダ・コルドバなどを奪取した。しかしバイヤーシーとザイド兄弟はカスティーリャ王フェルナンド3世に臣従、カスティーリャ軍がアーディルの領土を攻撃し始めた。1225年にセビリア滞在中にポルトガル軍にも攻撃され劣勢になったが、1226年にコルドバ市民がバイヤーシーを殺害したおかげで単独のカリフになった。
だが1227年9月、マラケシュへ向かった後にセビリアの代官を任せた弟のイドリース・マアムーンもカリフを名乗り反乱を起こした。それから間もない10月にアーディルはシャイフに暗殺され、甥でユースフ2世の弟ヤフヤー・ムウタスィムがカリフに擁立されたが、マアムーンはこれを認めずムウタスィムを討つためにカスティーリャと休戦を結ぶことにした。翌1228年に貢納と引き換えにカスティーリャと休戦したマアムーンはマラケシュへ渡りムウタスィムと戦ったが、内戦でモロッコは混乱、イベリア半島でもイブン・フードの台頭やカスティーリャのレコンキスタによるアンダルス侵攻でコルドバなどを失い、ムワッヒド朝はイベリア半島から撤退していった。